# Eduard Hansen
Eduard Hansen (ca. 1827 i København – efter 1875, formentlig i Sverige) var en dansk portrætmaler og fotograf.
Eduard Hansen var primært fotograf og fik en stor forretning. Han var bosat i Odense, indtil han 1865 flyttede til København og nedsatte sig på Kongens Nytorv. Ca. 1870 drog han til Karlskrona. Med et fotografi i Det Kongelige Biblioteks billedsamling dateret 1875 og stemplet på bagsiden: "Eduard Hansen, Porträtmålare & Photograf, Carlskrona", slutter sporene. Hansens fotografi af Johanne Luise Heiberg blev averteret i Dansk Boghandlertidende 31. marts 1866 som det eneste originale foto af fru Heiberg indtil da.

## Værker
- Edel Cathrine Bülow, gift Brockenhuus-Løwenhielm (tegning, Det Nationalhistoriske Museum på Frederiksborg Slot)

Tegnede portrætter, kun kendt gennem litografier udført hos Em. Bærentzen & Co.:
- Dronning Caroline Mathilde (1850'erne [menes der Dronning Caroline Amalie?])
- Jernstøber i Odense Peter Mathias Allerup (1854)
- Biskop over Fyens Stift Christian Thorning Engelstoft (1856)
- Oberstløjtnant Cai Hegermann-Lindencrone (1856)

Fotografier:
- Frederik VII (Jægerspris Slot)
- Carl Eduard von Beck (Det Kongelige Bibliotek)
- Charles Beck (Det Kongelige Bibliotek)
- Ida Falbe-Hansen (Det Kongelige Bibliotek)
- Johanne Luise Heiberg (visitkortformat og lille folie, Det Kongelige Bibliotek)
- Peter Frederik Steinmann (Det Kongelige Bibliotek)
- Gollich Strøm (Det Kongelige Bibliotek)
- Nils Henning Cronstedt (Krigsarkivets porträttsamlingar)
- Christiansborg Slotskirke (Det Kongelige Bibliotek)
- Thorvaldsens Museum (Det Kongelige Bibliotek)